# بيت أغوسي

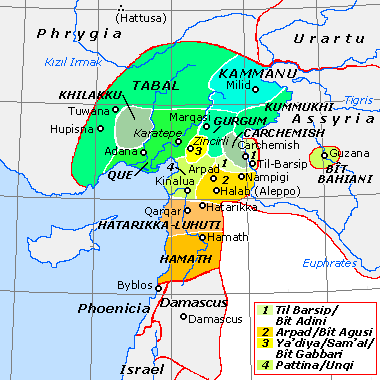
خريطة تاريخية للدول السورية-الحيثية ، حوالي عام 800 ق.م. بحدود تقريبية

بيت أغوسي أو بيت أغوشي كانت دولة آرامية سورية حثية قديمة، أسسها غوسي من ياخان في بداية القرن التاسع ق.م. وقد شملت مدن أرفاد ونامبيجي (نامبيجو) ولاحقًا حلب  وكانت أرفاد عاصمة الدولة-المملكة.  وامتدت بيت أغوسي من منطقة أعزاز في الشمال إلى حماة في الجنوب. 

## التسلسل الزمني
وفقًا لدانيل كاهن، مرت بيت أغوسي بسبع مراحل عبر تاريخها في شمال سوريا في القرنين التاسع والثامن ق.م. 
- المرحلة الأولى (858– نحو 842 ق.م). في البداية، بدا أن مملكة بيت أغوسي لم تنشأ أي من التحالفات السياسية مع جيرانها. ثم استسلم آرامي الملك الثاني لبيت أغوسي، لآشور طوعًا في عام 858 ق.م، إلى جانب العديد من حكام المنطقة، بما في ذلك جنوب الأناضول.
- المرحلة الثانية (841-823 ق.م). فترة خضوع بيت أغوسي لآشور.
- المرحلة الثالثة. حوالي عام 823 ق.م، أو ربما بعد ذلك بقليل، قادت بيت أغوسي تحالفًا محليًا معارضًا للهيمنة الآشورية، وحققت الاستقلال.
- المرحلة الرابعة. وبعد ذلك بفترة وجيزة أصبحت آرام دمشق هي المهيمنة في المنطقة؛ واستمر هذا الحال حتى وقت ما قبل عام 805 ق.م. وكان حزئيل ملك أرام دمشق الشخصية البارزة.
- المرحلة الخامسة (حوالي 800-754 ق.م). وهو الوقت الذي نشأت فيه مملكة حماة ولعش في الجنوب، في حين برزت مملكة أورارتو في الشمال. وكانت آشور أضعف في هذا الوقت.
- المرحلة السادسة (754-744 ق.م). في هذا الوقت، برزت مملكة بيت أغوسي (المعروفة الآن باسم مملكة أرفاد) وربما سيطرت على حماة، أو كانت في اتحاد وثيق معها. كما تم عقد معاهدة السفيرة في هذا الوقت بين برجايه ملك كتك، ومتيع ايل بن عتر سمك ، ملك أرفاد.
- المرحلة السابعة (743-740 ق.م). تحولت مملكة بيت أغوسي إلى مجرد مقاطعة آشورية.

هوية برجايه ملك كتك ليست واضحة تماما. ربما كانت أرض "كتك " هي الاتحاد الكبير المعروف في ذلك الوقت باسم "كل آرام". 
ومع ذلك، وفقًا لجيرارد جيرتوكس Gerard Gertoux، كان برجايه ملك حاكمًا آشوريًا أي لم يكن ملك رسمي بل كان مجرد وصيًا ملكيًا قويًا، وكان مقره بعد عام 856 ق.م في تل بارسيب ، والتي أصبحت آنذاك العاصمة العسكرية لمملكة بيت أديني الآشورية. وبما أن متيع ايل (ماتي إيلو) كان تابعًا لبرجايه، فقد كان الأخير أقوى من ملك أرفاد. 

## الانحدار والسقوط
أصبحت أرفاد فيما بعد مدينة تابعة رئيسية لمملكة أورارتو . في عام 743 ق.م، ففي أثناء الحرب بين أورارتو وآشور ، حاصر الملك الآشوري توكولتي- اپلي- إشارا الثالث أرفاد بعد هزيمة الجيش الأورارتي بقيادة ساردوري الثاني في صمصاد . ولكن مدينة أرفاد لم تستسلم بسهولة. استغرق الأمر من توكولتي- اپلي- إشارا ثلاث سنوات من الحصار لغزو أرفاد، وبعد ذلك قام بقتل سكانها وتدمير المدينة.  وبعد ذلك أصبح أرفاد عاصمة ولاية.  ولا تزال بقايا أسوار أرفاد محفوظة في تل رفعت حتى ارتفاع 8 أمتار.  كما هُزم تحالف الأمراء الذي كان متحالفًا مع المدينة، بما في ذلك ملوك كوموه ، وقوي ، وكركميش ، وجورجوم . لاحقًا لم تستوطن بيت أغوسي أبدًا.